# Duodao
Duodao (en chino, 掇刀; pinyin, Duōdāo) es un distrito urbano bajo la administración directa de la Prefectura Jingmen  en la Provincia de Hubei, República Popular China.  Su área es de 572 km² y su población total para 2010 superó los 270 mil habitantes. 

## Administración
Desde octubre de 2022, el distrito Duodao  se divide en 6 pueblos que se administran en 4 subdistritos y 2   poblados.

## Toponimia
Los sinogramas del topónimo son Duo (levantar) y Dao (sable). Se dice que el general Guan Yu (símbolo de lealtad y fuerza en la cultura china) dejó caer su famoso sable (青龙偃月刀, el "Sable del Crespón Lunar") en esta zona durante una batalla o entrenamiento militar, y luego lo levantó del suelo. Otra leyenda similar afirma que el general (levantó) una roca gigante con su (sable) demostrando así su fuerza extraordinaria. Para conmemorar este evento, el área fue nombrada Duodao.